# Макинтош, Чарльз (химик)
Чарльз Макинтош (англ. Charles Macintosh; 29 декабря 1766, Глазго — 25 июля 1843, там же) — шотландский химик и изобретатель. Известен изобретением непромокаемой ткани, из которой начал изготовлять плащи «макинтош».

## Биография
Чарльз Макинтош родился в Глазго в семье известного красильщика. Рано заинтересовался наукой. В 1786 году начал работу на химической фабрике, а в 1797 году открыл собственное производство, первую в Шотландии фабрику квасцов. Вместе с Чарльзом Теннантом изобрёл отбеливающее средство для тканей (хлорную известь). Также изобрёл процесс восстановления оксидов железа монооксидом углерода, более быстрый, чем известный в то время процесс получения стали.
Чарльз Макинтош — изобретатель водонепроницаемой одежды, благодаря которой его имя вошло в словари (плащ макинтош). Пытаясь найти применение продуктам перегонки угля, он использовал нафту, побочный продукт этой перегонки, в качестве растворителя каучука. Предложил склеивать одежду из кусков пропитанной этим составом ткани. Решив проблемы, возникавшие из-за сильного запаха резины, в 1823 году он получил патент, а в 1836 году начал производство плащей «Макинтош», пользовавшихся большим спросом.
Стал членом Королевского общества в 1823 году.

## Память
29 декабря 2016 года поисковая система Google отметила 250 лет со дня рождения изобретателя водонепроницаемой ткани, поместив Google doodle, изображающий Макинтоша под дождём.